# Wapen van Tilburg

Wapen van de gemeente Tilburg

Het wapen van Tilburg  werd op 22 augustus 1930 bij Koninklijk Besluit aan de Noord-Brabantse gemeente Tilburg toegekend. Het was een correctie op het in 1817 bevestigde wapen.

## Geschiedenis
De oudst bekende afbeeldingen van het wapen komen voor op het oudste zegel van de schepenbank van de heerlijkheid Tilburg en Goirle uit 1453. Dit zegel vertoont in het midden de H. Dionysius, de kerkpatroon van Tilburg, met rechts (heraldisch) het wapen van Philips van Bourgondië, links het wapen van het geslacht Van Haestrecht en aan de voeten het wapen van Tilburg. Dit zegel dat tot 1711 in gebruik bleef, toont het Tilburgse wapen met een gevoegde burcht met drie verlichte en gedekte torens, waarvan de middelste hoger is dan de andere twee. In de muur die de torens omgeeft, bevindt zich een poort. In 1710 kwam de heerlijkheid in handen van Willem VIII van Hessen-Kassel, en een nieuw zegel uit 1711 toont de H. Dionysius met het hoofd in de handen, staande tussen het wapen van Van Hessen-Kassel en een vernieuwde versie van het wapen van Tilburg, met drie torens van gelijke hoogte, met daaronder een rechte muur zonder poort. In 1754 wordt de heerlijkheid verkocht aan het geslacht Van Hogendorp van Hofwegen, die een nieuw zegel laten maken met daarin een eendere versie van het wapen van Tilburg. In 1813 verschijnt een zegel met drie torens op een platform met poort, waarbij de torens zelfs van kantelen zijn voorzien. Het gemeentebestuur heeft in 1815 een afdruk van dit zegel zonder omschrijving ingestuurd naar de Hoge Raad van Adel, die het wapen in rijkskleuren, zonder de aangevraagde afbeelding van de H. Dionysius, in gebruik bevestigde. De gemeentearchivaris heeft bij onderzoek geconstateerd dat het wapen van Tilburg op een aantal punten afweek van het oorspronkelijke wapen uit 1453 en in 1920 heeft B en W aan de HRvA een gedocumenteerd verzoek ingediend om het wapen te wijzigen naar een meer historisch correcte uitvoering. Dit verzoek werd in 1930 goedgekeurd. De kleuren, goud op blauw, zijn waarschijnlijk historisch juist.
Er wordt wel beweerd dat de afbeelding op het wapen het kasteel van Tilburg voorstelt. De bouw van dit kasteel is echter begonnen enkele decennia na de oudst bekende zegelafdruk.

## Beschrijving

Wapen van 1817

### Eerste wapen (1817)
De beschrijving van het wapen van Tilburg dat op 16 juli 1817 in gebruik werd bevestigd, luidt:
Zijnde van lazuur met 3 burgten van goud.
N.B.:
- De heraldische kleuren zijn lazuur (blauw) en goud (geel). Dit zijn de rijkskleuren.

### Tweede wapen (1930)
De beschrijving van het wapen van Tilburg dat op 22 augustus 1930 is toegekend, luidt:
In azuur een gevoegde burcht van goud, bestaande uit 3 verlichte ronde torens, waarvan de middelste een weinig groter is, gedekt met spitse, van bollen en windvanen voorziene daken en staande binnen eenen veelhoekigen ringmuur van hetzelfde, met een poortopening in de schildpunt.
N.B.:
- De heraldische kleuren zijn lazuur (blauw) en goud (geel). Dit zijn de rijkskleuren.